# 時計台

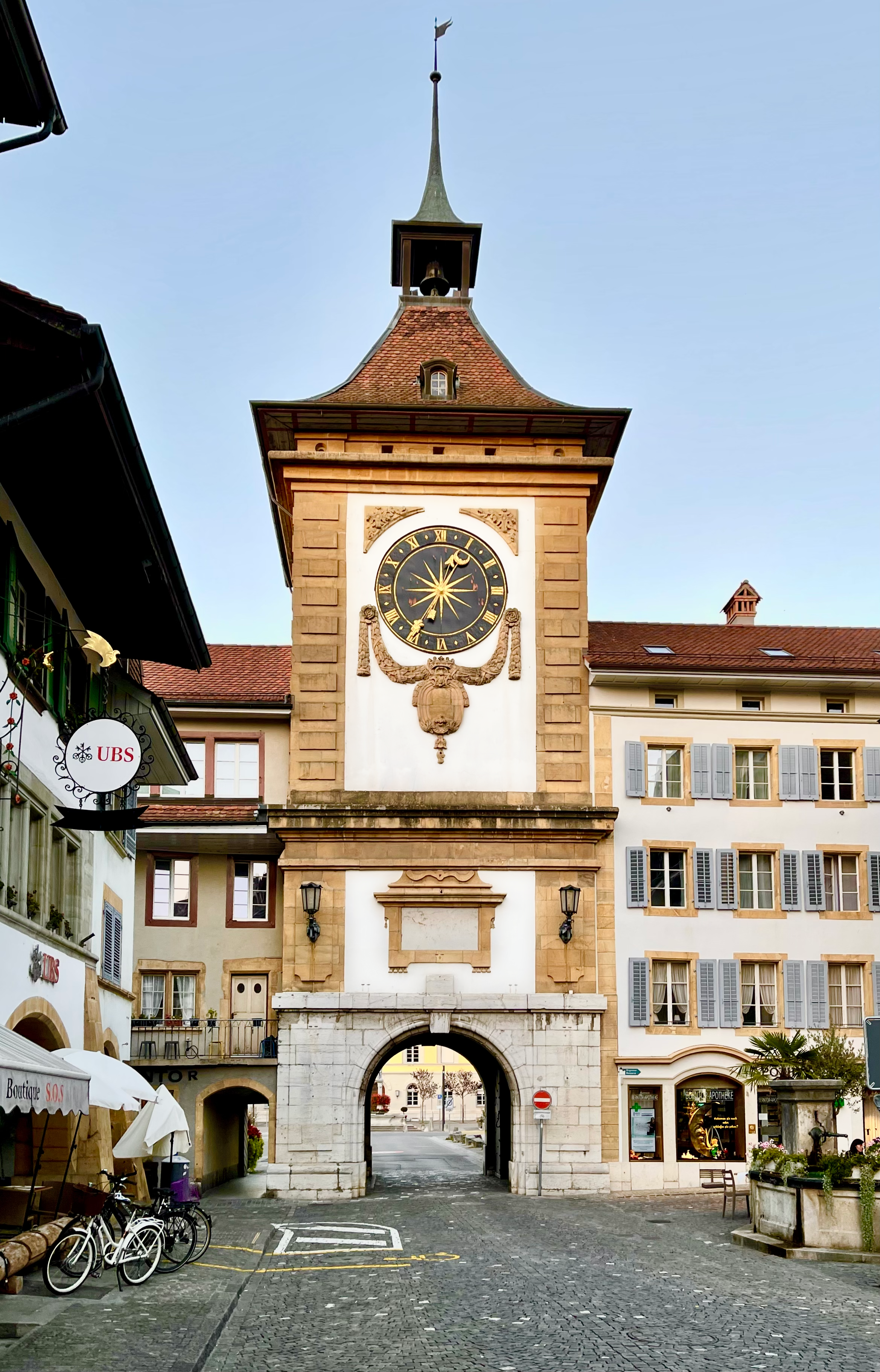
ミュルテンの時計塔, スイス

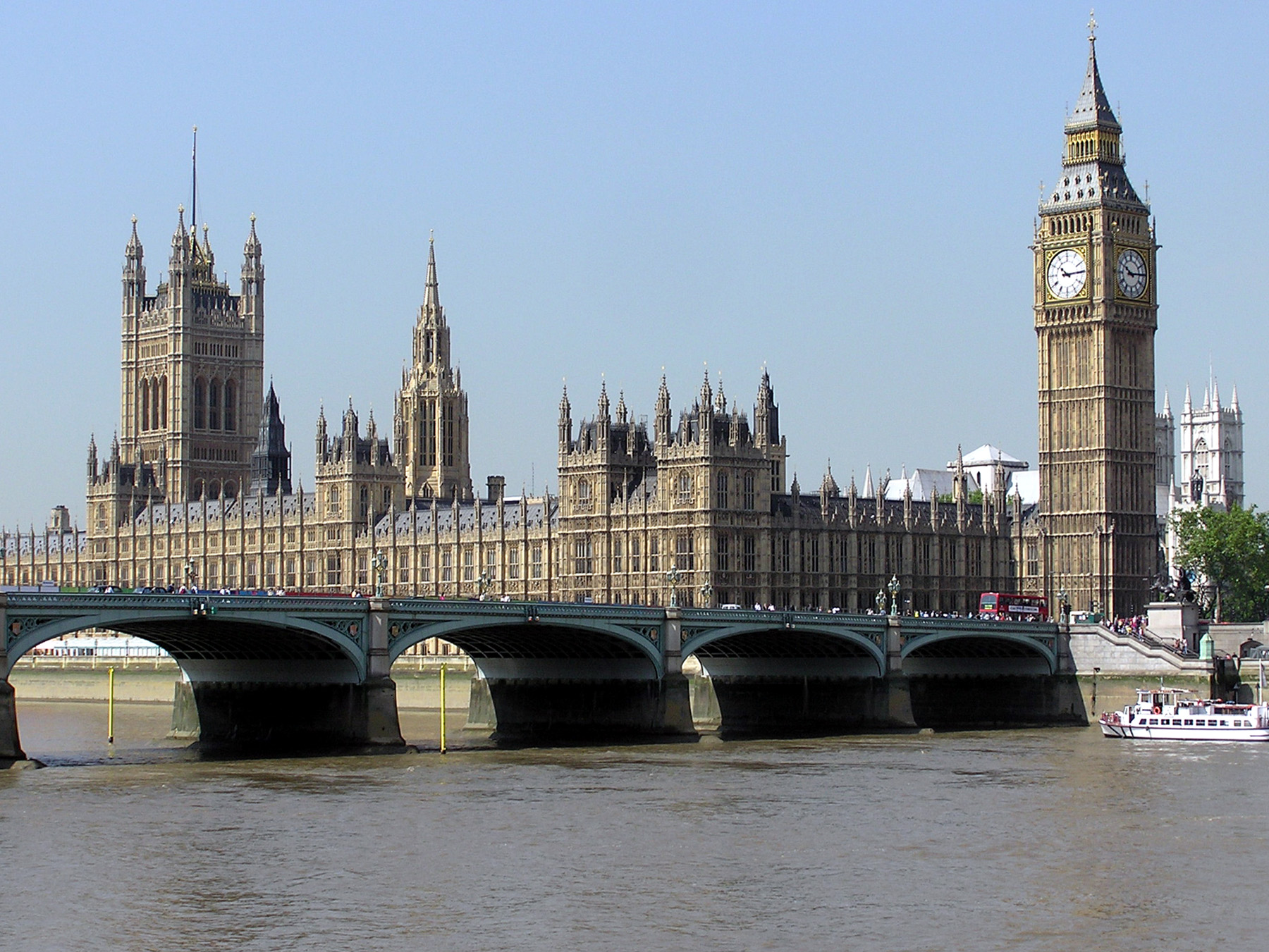
イギリス、ロンドンのウェストミンスター宮殿の時計台

時計台（とけいだい）あるいは時計塔（とけいとう）とは、時計を周囲から見やすいように上部に高く掲げられた建物や塔のことである。キリスト教圏において時計台は、よく教会や都市の公会堂、シティホールなど社会的な公共施設として設置されることが多かったが、独立した時計台として建てられたものも少なくない。

## 概要

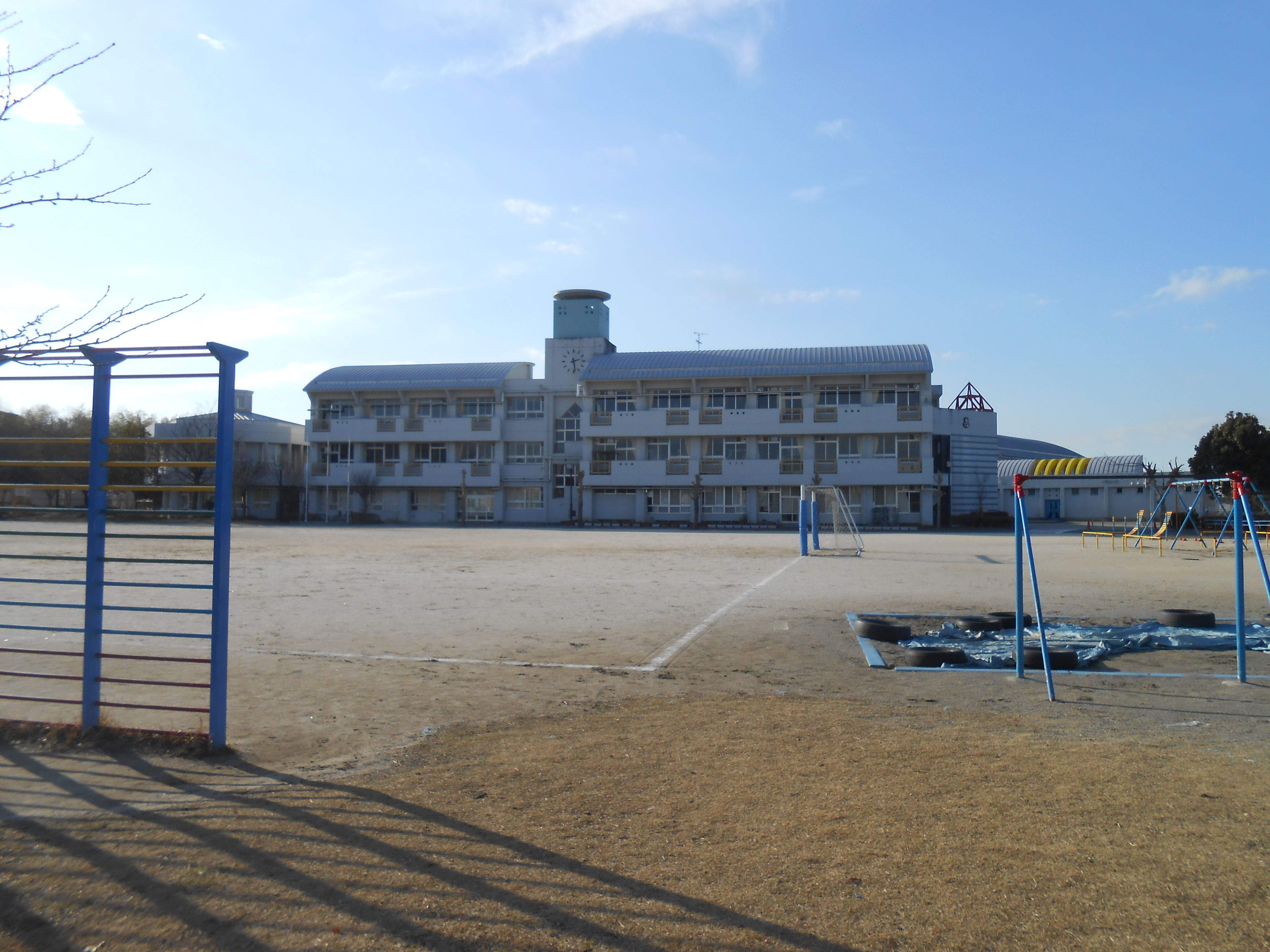
時計台がある小学校（市原市立牧園小学校）

時計台は小塔に時計を備える形がよく知られており、時計の文字盤は建物の正面のみの場合もあるが、複数の方向や往々にして4方向に設置されることもある。大きな鐘で時刻を告げるものや一定の旋律に合わせて、メロディを奏でるものなどがある。
今日では時計台の大半は街のランドマークとして美的な景観を作り出す面が大きい。以前は時計本来の目的である計時機能が重要な役割を果たしていた。20世紀半ば以前は、大半の人達は、腕時計や懐中時計といった自分の時計を持ち歩かず、時計台の時報を当てにしていたからである。
機械式時計はヨーロッパでは10世紀にはその記録がみられ、14世紀ごろには各地に今に遺る時計塔が建設されている（詳しくは「時計の歴史」参照）。17世紀には振り子時計や懐中時計が実用化されているが、今に比べて高価であったり大型であったりしたため、街中で時刻を共有するためには時計塔は欠かせなかった。また懐中時計などが普及した近代においてもクォーツ時計ほどには正確でなかったため、時計台の時報で自分の懐中時計の時刻を修正することが少なくなかった。現在でもヨーロッパの古い街並みでは、個人が時計を持たなくとも不便を感じないほど街の各所に時計台が残るところがある。
従って時計台は街の中心付近に建てられ、街の中で最も高い建物であることが多かった。各地の小学校や旧制中学校、大学、役所や時計店などでも象徴として時計台が築かれた例が多くあったが、そういった古い時計台の大半は建物や時計機械自体の老朽化、被災によって消えていった。

## 著名な時計台
世界でよく知られている時計台は、イギリス・ロンドンのウェストミンスター宮殿（英国国会議事堂）のビッグ・ベン、インド・ムンバイのラジャベイ・タワー、そしてモスクワ・クレムリン宮殿のクレムリンタワーである。
日本では札幌農学校（現北海道大学）の演武場として建立された札幌市時計台が国内最古の時計台であり、観光名所としても著名である。
東京の服部時計店（現和光）、京都の同志社大学彰栄館、京都大学百周年記念館、大阪の生駒時計店、横浜の横浜市開港記念会館、出石の辰鼓楼なども、歴史的建造物でありランドマークとして親しまれている。また世界で最大の時計台はサウジアラビアのメッカにあるアブラージュ・アル・ベイト・タワーズで、時計の大きさは直径46mにもなる。この建物が竣工されるまでは東京都渋谷区にあるNTTドコモ代々木ビルが世界一大きな時計台であった（時計の直径約15ｍ）。
フィクションに登場する時計台の例として、映画『バック・トゥ・ザ・フューチャー』のヒルバレーのタウンホールの時計台がある（ただし正確には時計台ではなく、建物（タウンホール）の正面上部（ペディメント）に設置された大時計である）。また、時計台そのものではなく「時計台からの落下シーン」が有名な映画に『プロジェクトA』がある。

## 時計台が重要な役割を果たす作品
- 映画『バック・トゥ・ザ・フューチャー』シリーズ－主人公たちが暮らす街ヒルバレーのタウンホールに大時計が設置されている。第一作ではこの大時計に落ちた雷がタイムマシンを起動させるエネルギーになるなど重要なキーアイテムとなっている。また第三作ではこの大時計が街のシンボルとして設置されるその時点（西部開拓時代）にタイムトラベルするなど、「同じ場所の過去と未来を行き来する」ことを象徴する存在となっている。
- 映画『ルパン三世 カリオストロの城』－物語の舞台となるカリオストロ公国の城は湖の中央に建っており、湖への水の流量を調整するダム湖が隣接している。ダム湖には時計台があり、その足元には城につながる水道橋がある。時計台はクライマックスの舞台となるだけでなく、物語の真相を明らかにする重要な秘密をもっている。
- 映画『学校の怪談2』－舞台となる学校の校舎に時計台がある。撮影用のセットながら時計台の雰囲気を学校の怪談と絡めて色濃く反映している。

## ギャラリー

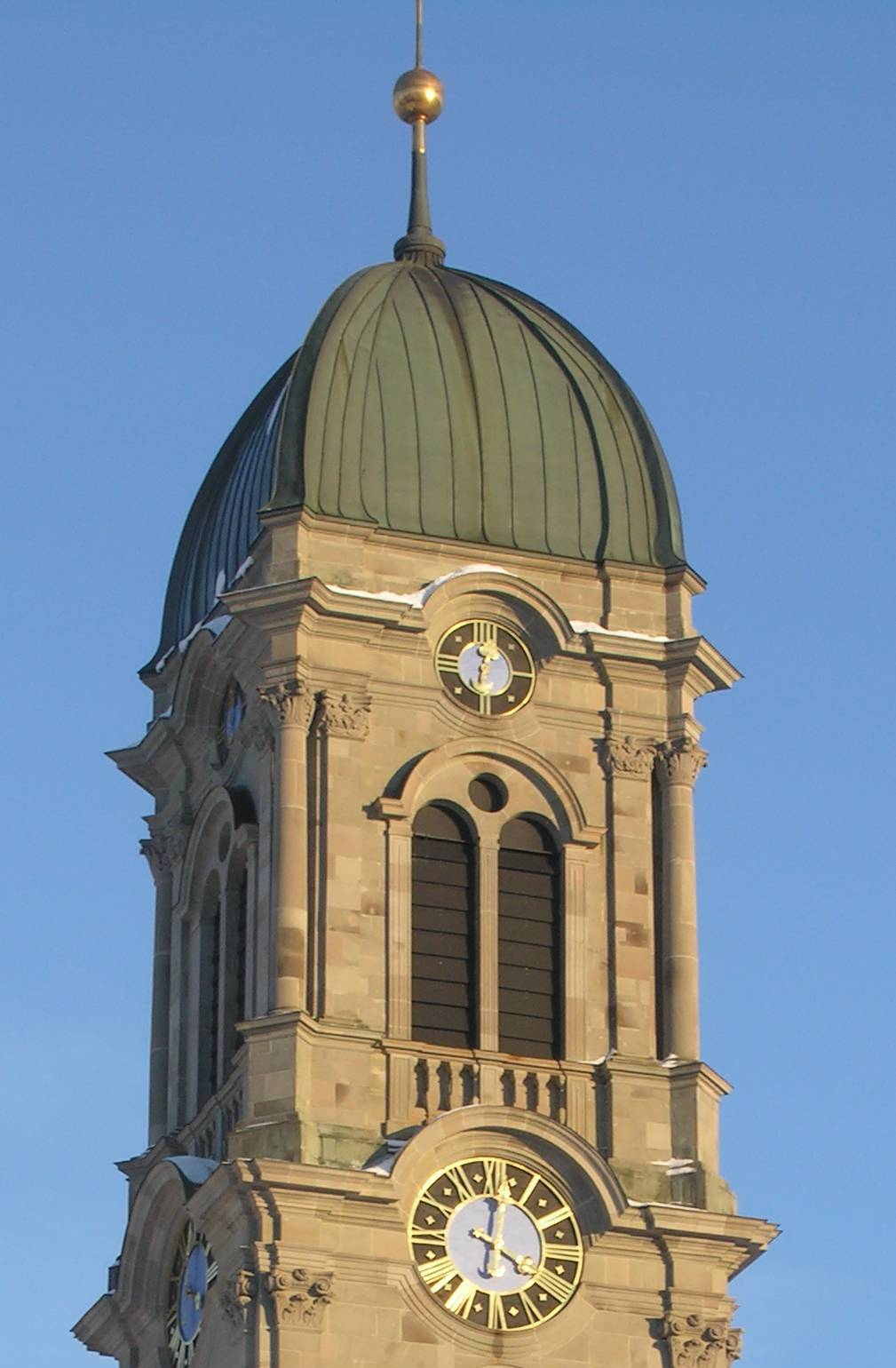
エリザベス大修道院の時計台
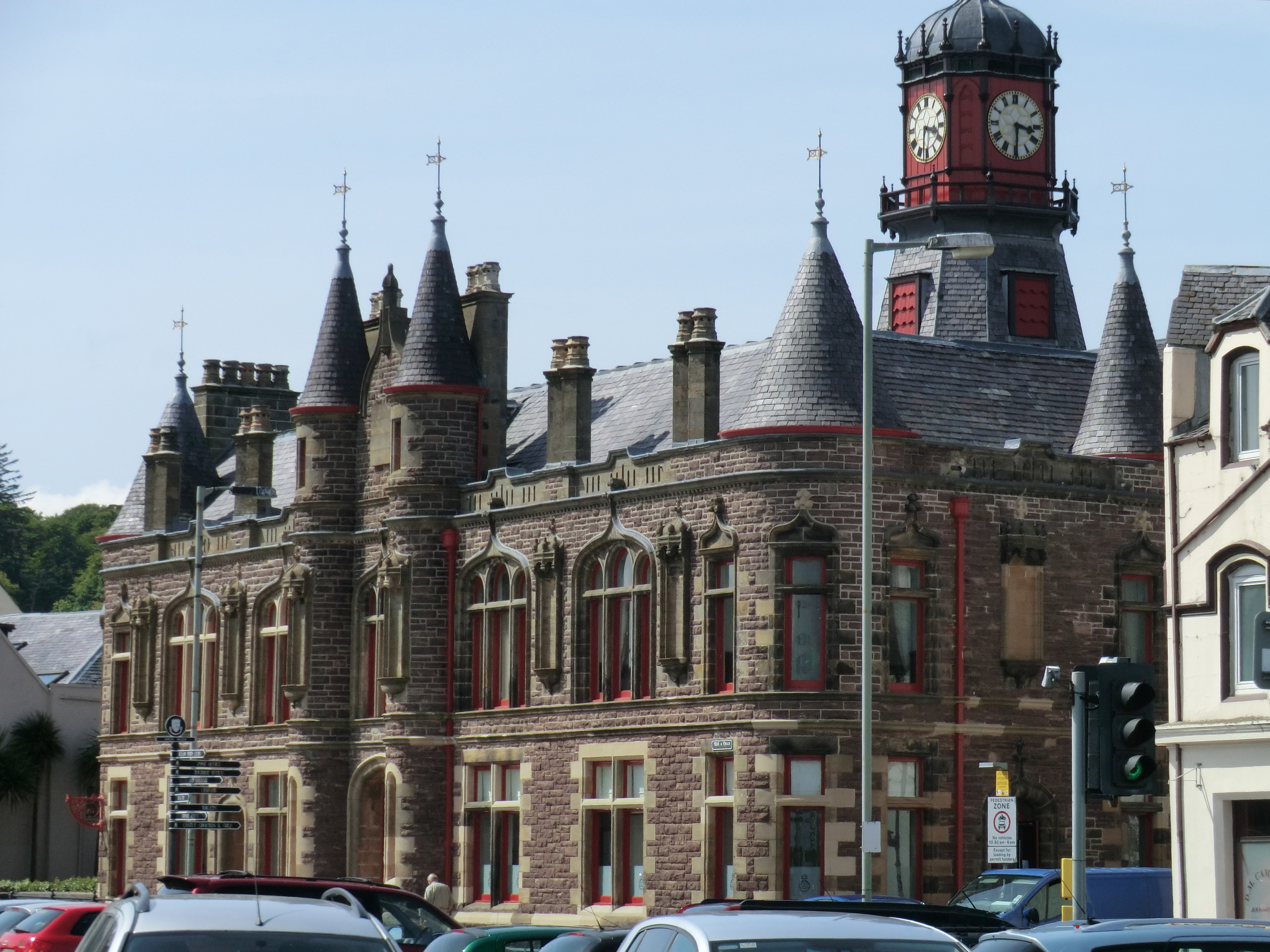
スコットランド中央部、ストーノーウェイの町にある時計台
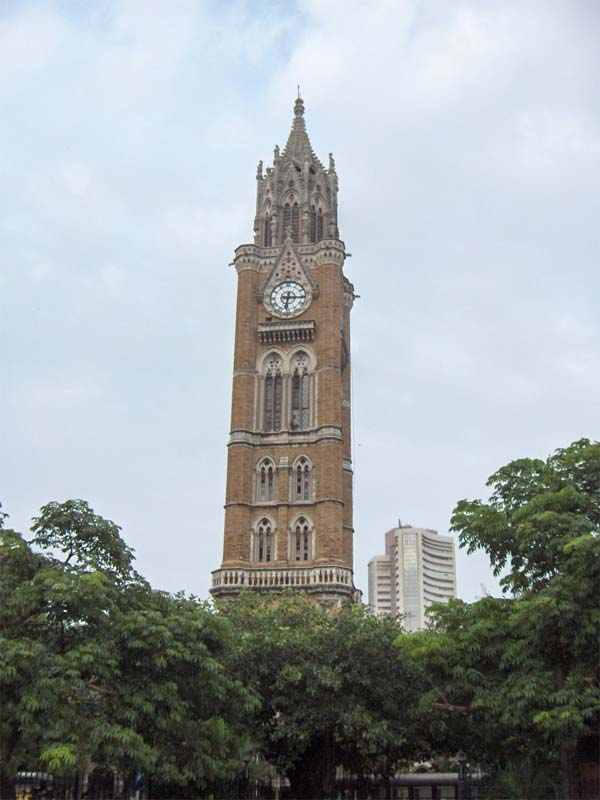
インドのムンバイ南部にある時計台ラジャバイタワー
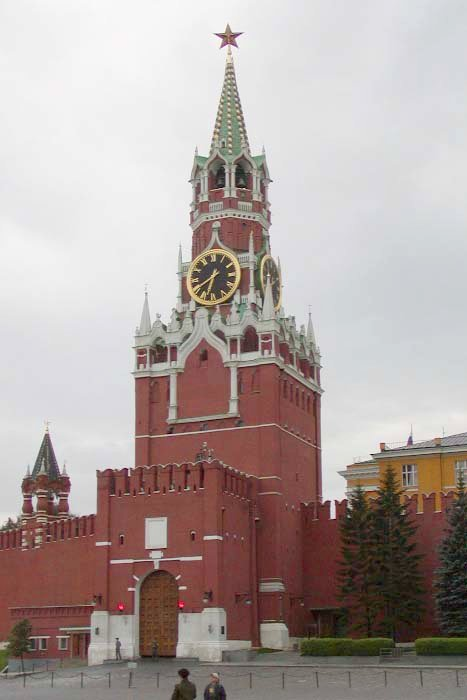
モスクワのクレムリン宮殿の時計台
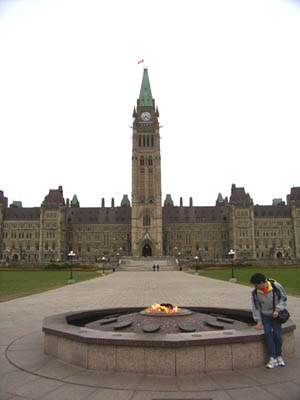
オタワのカナダ国会議事堂
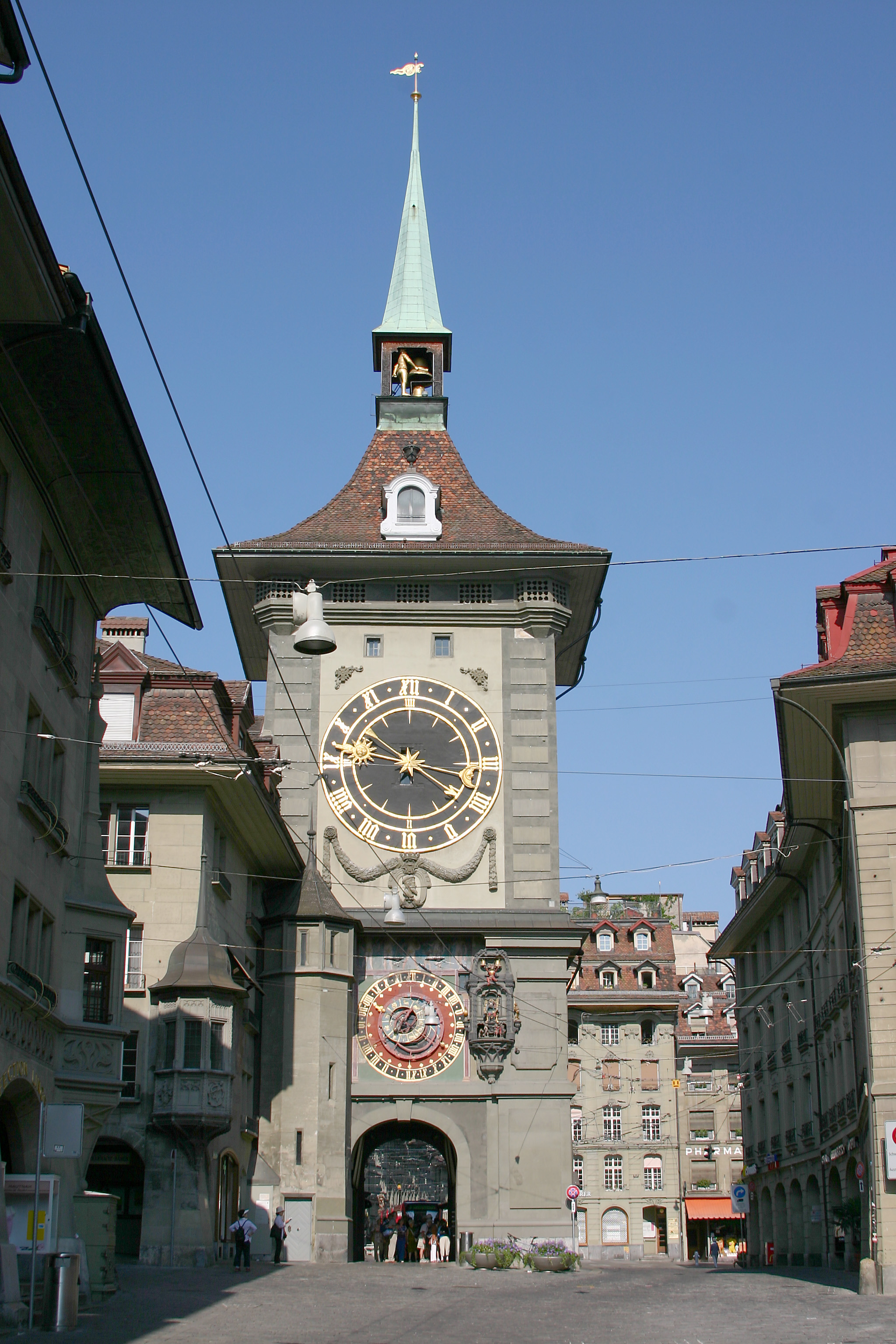
ベルンのツィットグロッゲ
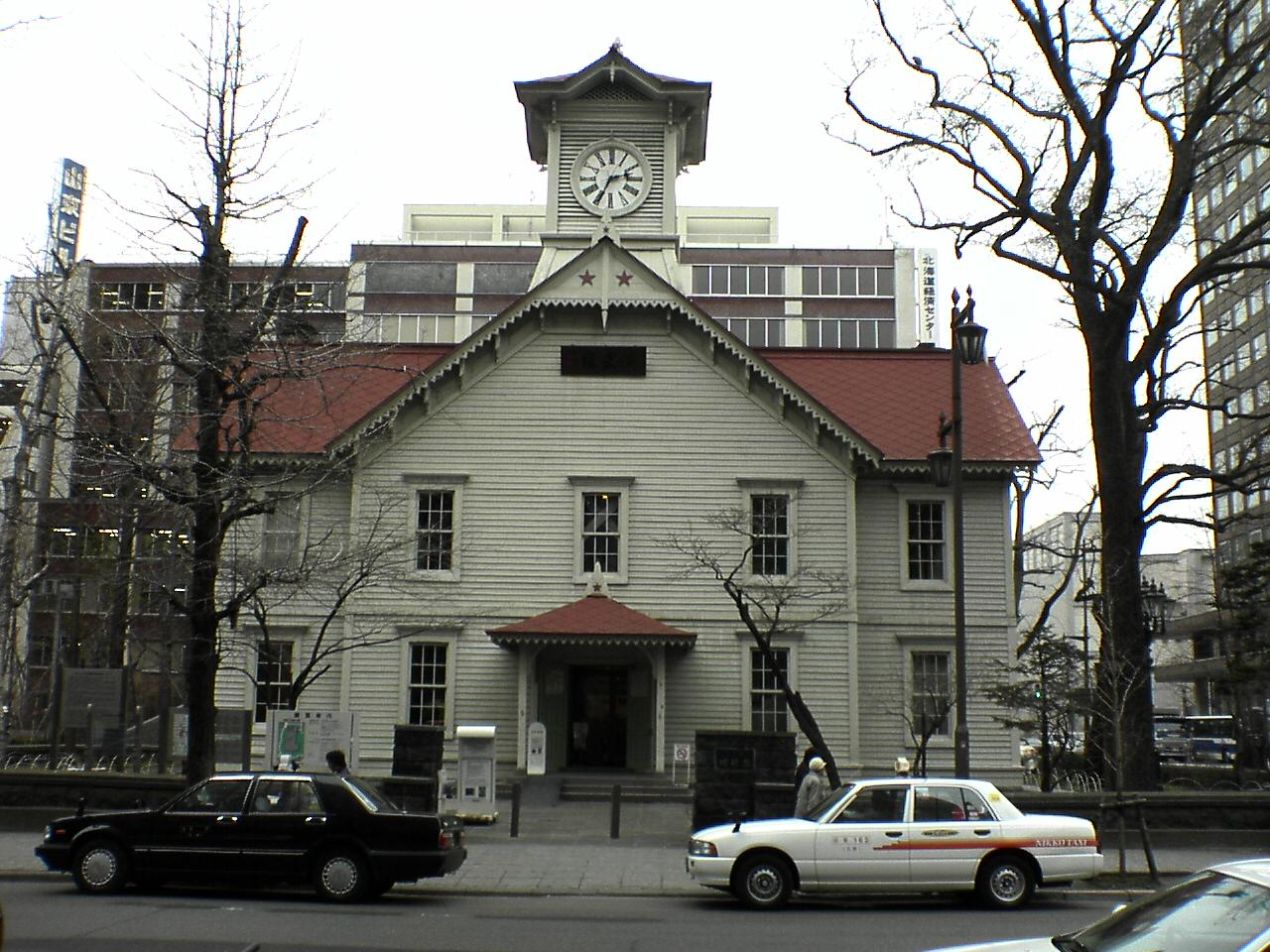
札幌市時計台
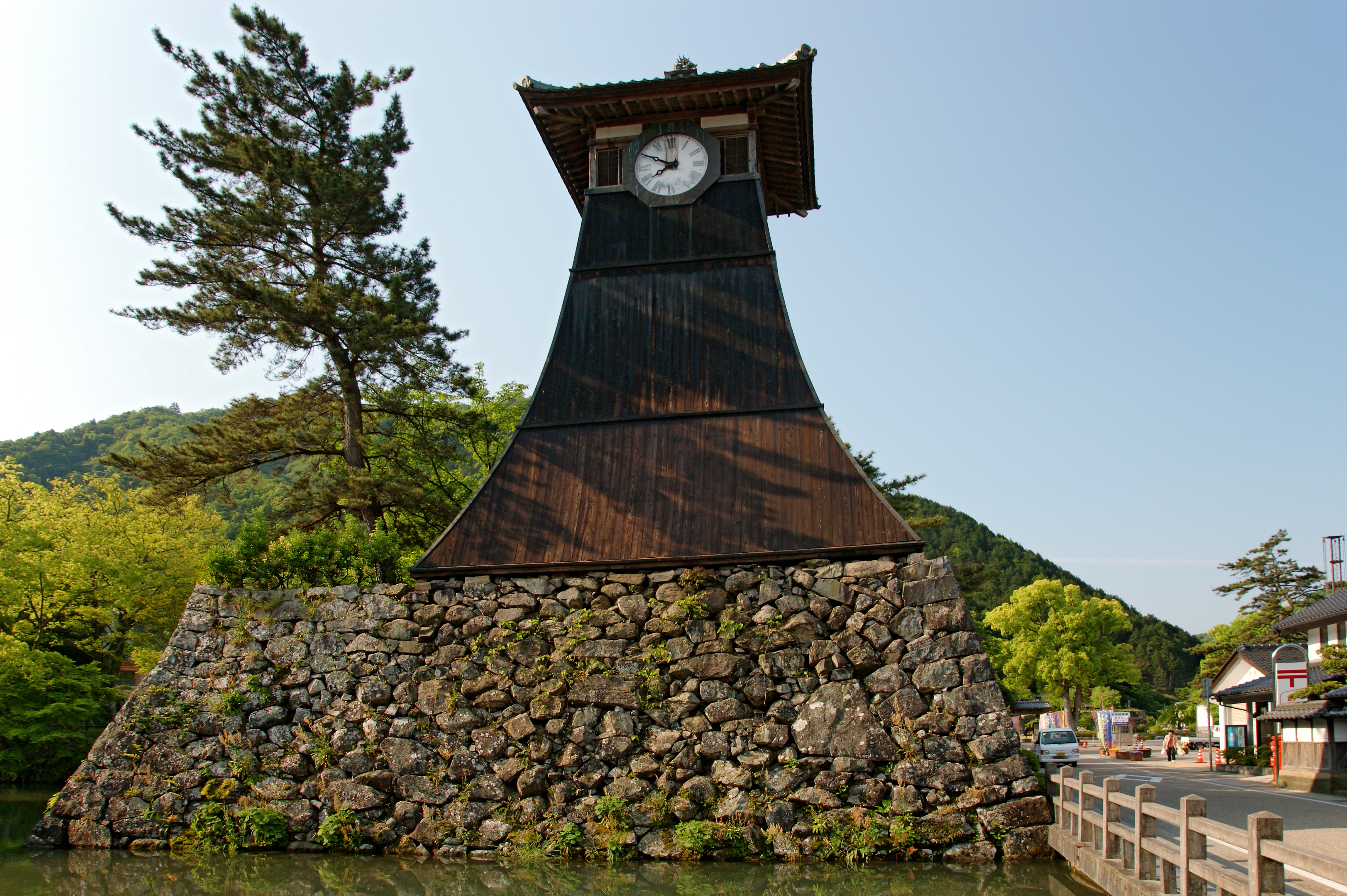
出石の辰鼓楼
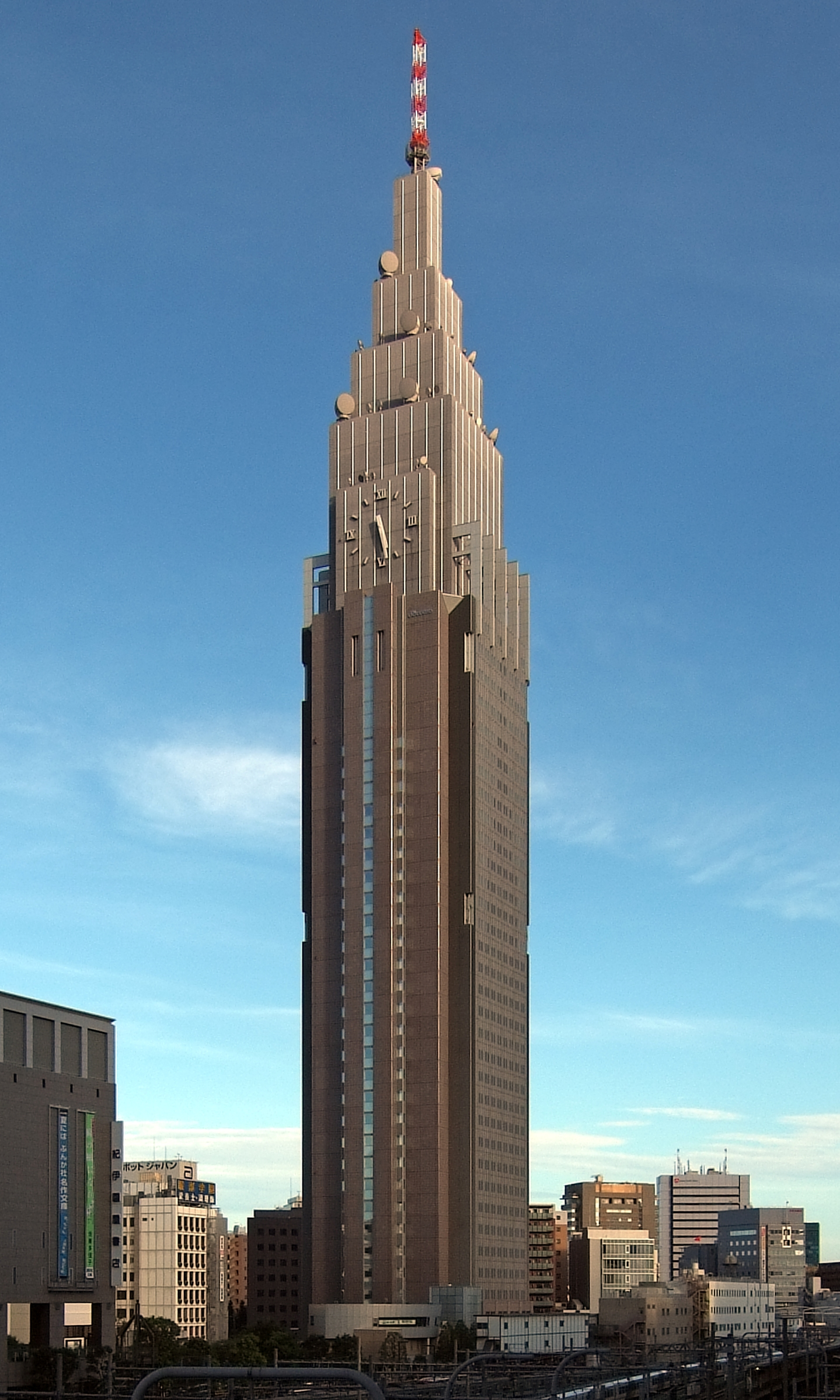
NTTドコモ代々木ビルの時計台
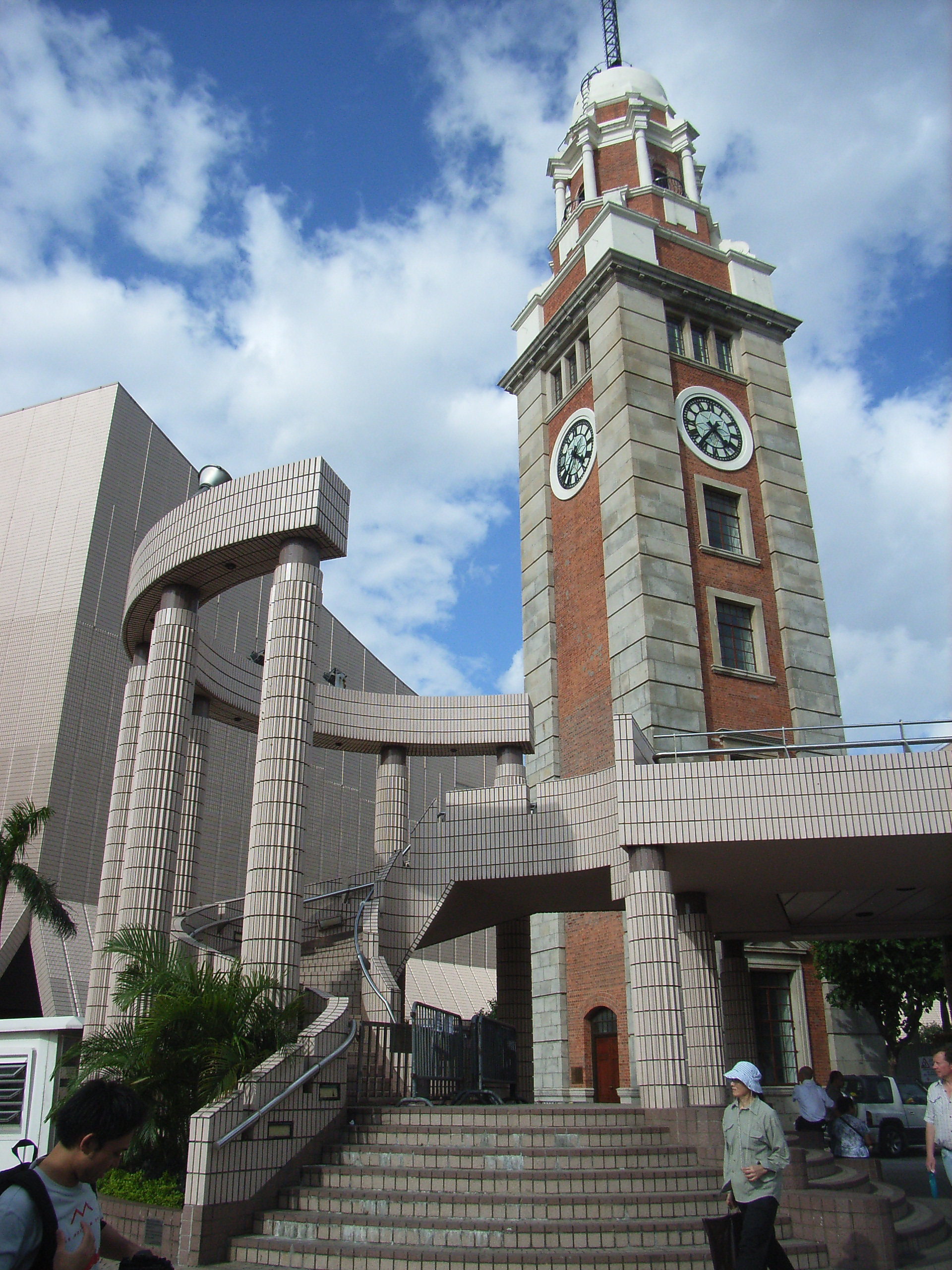
香港の尖沙咀鐘楼